# Iehorivka, Bratske
Iehorivka (în ucraineană Єгорівка) este un sat în comuna Mîkolaiivka din raionul Bratske, regiunea Mîkolaiiv, Ucraina.

## Demografie
Componența lingvistică a localității Iehorivka
     Ucraineană (73,68%)
     Rusă (26,32%)
Conform recensământului din 2001, majoritatea populației localității Iehorivka era vorbitoare de ucraineană (73,68%), existând în minoritate și vorbitori de rusă (26,32%).